# Louis Eugene Brus
Louis Eugene Brus (Cleveland, Ohio, Estados Unidos de América, 10 de agosto de 1943) es un químico estadounidense. Es profesor emérito e investigador científico especial de química en el Departamento de Química de la Universidad de Columbia en la Ciudad de Nueva York (Nueva York).
Louis Eugene Brus ha centrado sus investigaciones en la química física de materiales: interfases, nanocristales y nanotubos, especialmente en relación con sus propiedades ópticas y electrónicas. Ha realizado importantes contribuciones en el campo de la nanoquímica, siendo el descubridor de la existencia de puntos cuánticos (efectos cúanticos dependientes del tamaño con propiedades ópticas singulares) en nanocristales semiconductores coloidales. Galardonado con el premio Nobel de Química 2023, compartido con Moungi Bawendi y Alekséj Ivánovič Ekímov, «por el descubrimiento y la síntesis de puntos cuánticos».

## Carrera profesional
Louis Eugene Brus nació en Cleveland (Ohio) el 10 de agosto de 1943. La profesión de su padre, agente comercial de seguros, le conllevó mudanzas familiares a lo largo del Medio Oeste de los Estados Unidos durante su infancia. Cursó los estudios secundarios en Roeland Park (Kansas). Ingresó en la Universidad William Marsh Rice (Houston, Texas) en 1961, con una beca del Cuerpo de Entrenamiento de Oficiales de Reserva Naval (NROTC), donde obtuvo la titulación de bachiller universitario en química física (magna cum laude) en 1965, compatibilizando su interés por la química física con las actividades propias de la marina de guerra como guardiamarina. Al graduarse, fue nombrado alférez, pero sus superiores aceptaron una licencia de cuatro años para permitirle realizar investigaciones de posgrado. Realizó sus estudios de doctorado en la Universidad de Columbia en la Ciudad de Nueva York (Nueva York), centro que eligió por su programa en química física, obteniendo la grado académico de doctor (PhD) en química física en 1969. El trabajo de investigación de su tesis doctoral, bajo la supervisión de Richard Bersohn, se centró sobre la fotodisociación del vapor de yoduro de sodio.
Al finalizar sus estudios de doctorado, ingresó con el grado militar de teniente a la Armada de los Estados Unidos, sirviendo como oficial de personal científico en el Laboratorio de Investigación Naval de Estados Unidos en Washington D. C. (1969-1973). Sus investigaciones, en colaboración con James Comas, Ming Chang Lin y James McDonald, se centraron en química de superficies, gases y reacciones químicas para la optimización de láseres químicos infrarrojos en fase gaseosa, luminiscencia quimisortiva y transiciones irreversibles sin radiación.
Dejó su empleo en la Armada de los Estados Unidos de forma permanente y fue contratado por los Laboratorios AT&T Bell (Murray Hill, Nueva Jersey) con una recomendación de Richard Bersohn, primero como miembro del personal técnico (1973-1984) y luego como miembro distinguido del personal técnico (1984-1996). En los Laboratorios Bell trabajó al principio en la dinámica interna de moléculas pequeñas en sólidos de gases raros (1973-1980). Cambió su interés de la química de fase gaseosa por la química en fase sólida con estudios de resonancia laser Raman transitorios de bomba Raman-pulsos de sonda en intermediarios químicos de vida corta (1980-1987). A partir de 1987 se centró cada vez más en los nanocristales fabricados mediante síntesis química y en nuevos materiales que incorporan nanocristales. Realizó sus investigaciones de mayor aportación en el campo de la nanociencia y la nanoquímica en particular, centrándose en obtener una comprensión fundamental de los flujos de energía en los sólidos, específicamente cómo la energía de excitación de los electrones con el tiempo se convierte, primero en energía cinética vibratoria y luego en energía calorífica. Sus trabajos en espectroscopia y teoría de puntos cuánticos nanocristalinos ayudaron a definir la dependencia del tamaño en la evolución de las funciones de onda molecular en las funciones de onda del estado sólido.
A raíz del cambio de rumbo que tomaron los Laboratorios AT&T Bell debido a su adquisición por Lucent Technologies en 1996, regresó a la Universidad de Columbia en la Ciudad de Nueva York (Nueva York) como docente de ingeniería química y química aplicada, desempeñando su trabajo sucesivamente como profesor de química (1996-2001), profesor Thomas Alva Edison (2001-2004), profesor emérito Samuel Latham Mitchill (2014-2018) e investigador científico especial (2018- ). Asimismo fue director científico del Centro de Ingeniería Científica e Investigación de Materiales de la Fundación Nacional para la Ciencia (NSF-MRSEC) y la Universidad de Columbia (1998-2008) y codirector del Centro de Investigación de la Frontera Energética del Departamento de Energía (DOE-EFRC) y la Universidad de Columbia (2009-2014) Durante su tiempo en el ámbito universitario siguió trabajando en el área de la nanociencia de diversas formas, especialmente en la caracterización de nanopartículas (nanotubos de carbono,nanocristales de óxidos metálicos de transición, nanocristales de Si y nanocristales de Ag) individuales mediante el desarrollo de técnicas de microscopía óptica láser confocal de molécula única y de microscopía de fuerza atómica.
Louis E. Brus ha ido recibido numerosos premios de su área de investigación a lo largo de su carrera profesional: premio Irving Langmuir de Física Química de la Sociedad Estadounidense de Física en 2001, premio de Química de Materiales de la Sociedad Estadounidense de Química en 2005, premio Robert Williams Wood de la Sociedad Estadounidense de Óptica en 2006), medalla J. Willard Gibbs de la Sociedad Estadounidense de Química (Sección de Chicago) en 2006, premio Kavli para Nanociencia en 2008, premio de Ciencias Químicas de la Academia Nacional de Ciencias en 2010, medalla Randolph Thomas Major de Merck and Company, Inc. y la Universidad de Connecticut en 2010, premio Peter Debye en Química Física de la Sociedad Estadounidense de Química en 2011, Premio Bower y Premio al Logro en Ciencias (en el área de “Nanoquímica”) del Instituto Franklin en 2012, Premio Robert A. Welch en Química de la Fundación Welch en 2013, y premio Nobel de Química en 2023.
Louis E. Brus, en colaboración con pares científicos en sus grupos de investigación, ha publicado 278 artículos. Presenta un índice h de 116 y un índice D de 111 para Ciencia de materiales y de 111 para Química. Ha formado parte del consejo editorial de publicaciones científicas del sector: Journal of the American Chemical Society (1990-1996), Journal of Physical Chemistry (1990-1993), (2003-2006), Nano Letters (2000-2004), ACS Nano (2007- ), Accounts of Chemical Research (2012-2017), Journal of Chemical Physics (1988-1991), Chemical Physics Letters (1992-1995), (2004-2010), Nanostructured Materials (1992-1996), Annual Review of Physical Chemistry (1997-2001), Nano Research (2008- ). Es miembro electo de varias sociedades científicas nacionales e internacionales: Sociedad Estadounidense de Física (1980), Academia Estadounidense de Artes y Ciencias (1998), Academia Nacional de Ciencias (2004) y Academia Noruega de Ciencias y Letras (2009). Fue incluido como candidato al premio Nobel de Química en el Thomson Reuters Citation Laureates de 2012. Journal of Chemical Physics le realiza un número colaborativo especial de homenaje conmemorativo con motivo de su octogésimo aniversario (2024).

## Membresías
- Miembro electo de la Sociedad Estadounidense de Química (1978)[7][8][9]
- Miembro electo de la Sociedad Estadounidense de Física (1980)[7][8][9]
- Miembro electo de la Academia Estadounidense de Artes y Ciencias (1998)[26][7][8][9]
- Miembro electo de la Academia Nacional de Ciencias (2004)[19][7][8][9]
- Miembro extranjero electo de la Academia Noruega de Ciencias y Letras (2009)[27][28][7][8][9]

## Premios y honores
- Becario predoctoral de la Fundación Nacional de Ciencias (NSF) (1966)-(1969)[7][8][9]
- Premio al mejor artículo científico en química del Laboratorio de Investigación Naval de los Estados Unidos (1973)[nota 6]
- Premio Herman Bloch «Por la excelencia científica en la industria» de la Universidad de Chicago, (1995)[7][8][9][29]
- Premio Irving Langmuir de Química Física de la Sociedad Estadounidense de Física (2001)[nota 7]
- Premio de Química de Materiales de la Sociedad Estadounidense de Química (2005)[1][7][8][9][31]
- Premio Robert Williams Wood de la Sociedad Estadounidense de Óptica (2006)[nota 2]
- Premio Kavli para Nanociencia de la Academia Noruega de Ciencias y Letras (2008)[nota 3]
- Medalla Willard Gibbs de la Sociedad Estadounidense de Química (Sección de Chicago) (2009)[7][8][9][35]
- Premio de Ciencias Químicas de la Academia Nacional de Ciencias (2010)[nota 8]
- Medalla Randolph Thomas Major de Merck and Company, Inc. y la Universidad de Connecticut (2010)[7][8][9][20]
- Premio al alumno distinguido de la Universidad William Marsh Rice (2010)[7][8][9][37]
- Premio Peter Debye en Química Física de la Sociedad Estadounidense de Química (2011)[7][8][9][38]
- Premio Bower y Premio al Logro en Ciencias (en el área de “Nanoquímica”) del Instituto Franklin (2012)[nota 4]
- Premio Robert A. Welch en Química de la Fundación Welch (2013)[nota 5]
- Premio Nobel de Química del Instituto Nobel (Suecia) (2023) [1⁄3][nota 1]